# Ортенау (район)
Ортенау (нем. Ortenaukreis) — район в Германии. Центр района — город Оффенбург. Район входит в землю Баден-Вюртемберг. Подчинён административному округу Фрайбург. Занимает площадь 1850,74 км². Население — 416 780 чел. Плотность населения — 225 человек/км².
Официальный код района — 08 3 17.

## Административное деление
Район разделён на 51 муниципальное образование, некоторые из которых имеют совместное управление. (Жители на 31 декабря 2014 года)

### Города
1. Ахерн (Achern) (24'761)
2. Кель (Kehl) (34'513)
3. Лар (Lahr (Schwarzwald)) (44'195)
4. Оберкирх (Oberkirch) (19'732)
5. Оффенбург (Offenburg) (57'687)

### Городские общины
1. Вольфах Wolfach (5'815)
2. Генгенбах Gengenbach (10'730)
3. Мальберг Mahlberg (4'832)
4. Оппенау Oppenau (4'663)
5. Райнау Rheinau (11'056)
6. Ренхен Renchen (7'306)
7. Хаслах Haslach im Kinzigtal (6'909)
8. Хаузах Hausach (5'715)
9. Хорнберг Hornberg (4'299)
10. Целль-на-Хармерсбахе Zell am Harmersbach (7'985)
11. Эттенхайм (Ettenheim) (12'615)

### Общины (коммуны)
1. Аппенвайер (Appenweier) (9'867)
2. Бад-Петерсталь-Грисбах (Bad Peterstal-Griesbach) (2'666)
3. Бергхауптен (Berghaupten) (2'389)
4. Биберах (Biberach) (3'534)
5. Вильштет (Willstätt) (9'490)
6. Гутах (Gutach (Schwarzwaldbahn)) (2'238)
7. Дурбах (Durbach) (3'851)
8. Засбах (Sasbach) (5'412)
9. Засбахвальден (Sasbachwalden) (2'483)
10. Зеебах (Seebach) (1'383)
11. Зеельбах (Seelbach) (4'864)
12. Каппель-Графенхаузен (Kappel-Grafenhausen) (4'818)
13. Каппельродек (Kappelrodeck) (5'870)
14. Киппенхайм (Kippenheim) (5'327)
15. Лаутенбах (Lautenbach) (1'843)
16. Лауф (Lauf) (3'848)
17. Майсенхайм (Meißenheim) (3'788)
18. Мюленбах (Mühlenbach) (1'669)
19. Нойрид (Neuried) (9'352)
20. Нордрах (Nordrach) (1'893)
21. Обервольфах (Oberwolfach) (2'581)
22. Оберхармерсбах (Oberharmersbach) (2'541)
23. Ольсбах (Ohlsbach) (3'187)
24. Ортенберг (Ortenberg) (3'452)
25. Оттенхёфен (Ottenhöfen im Schwarzwald) (3'115)
26. Рингсхайм (Ringsheim) (2'274)
27. Руст (Rust) (3'948)
28. Фишербах (Fischerbach) (1'731)
29. Фризенхайм (Friesenheim) (12'621)
30. Хоберг (Hohberg) (7'903)
31. Хофштеттен (Hofstetten) (1'686)
32. Шванау (Schwanau) (6'908)
33. Штайнах (Steinach) (4'040)
34. Шуттервальд (Schutterwald) (7'079)
35. Шуттерталь (Schuttertal) (3'175)

### Объединения общин
43/51 общины управляются в объединениях. Два объединения имеют собственные наименования.
1. Город Ахерн, общины Лауф, Засбах, Засбахвальден
2. Городские общины Эттенхайм (управа), Мальберг, общины Каппель-Графенхаузен, Рингсхайм, Руст
3. Городская община Генгенбах, общины Бергхауптен, Ольсбах
4. Городская община Хаслах, общины Фишербах, Хофштеттен, Мюленбах, Штайнах
5. Городская община Хаузах, община Гутах
6. Объединение Каппельродек: общины Каппельродек, Оттенхёфен, Зеебах
7. Городская община Лар, община Киппенхайм
8. Объединение Оберес Ренчтал: городская община Оппенау, община Бад-Петерсталь-Грисбах
9. Городская община Оберкирх, община Лаутенбах
10. Город Оффенбург, общины Дурбах, Хоберг, Ортенберг, Шуттервальд
11. Общины Зеельбах (управа), Шуттерталь
12. Общины Шванау (управа), Майсенхайм
13. Городская община Вольфах, община Обервольфах
14. Городская община Целль-на-Хармерсбахе, общины Биберах, Нордрах, Оберхармерсбах